# 博爾赫拉德區

博爾赫拉德區在敖德萨州的位置

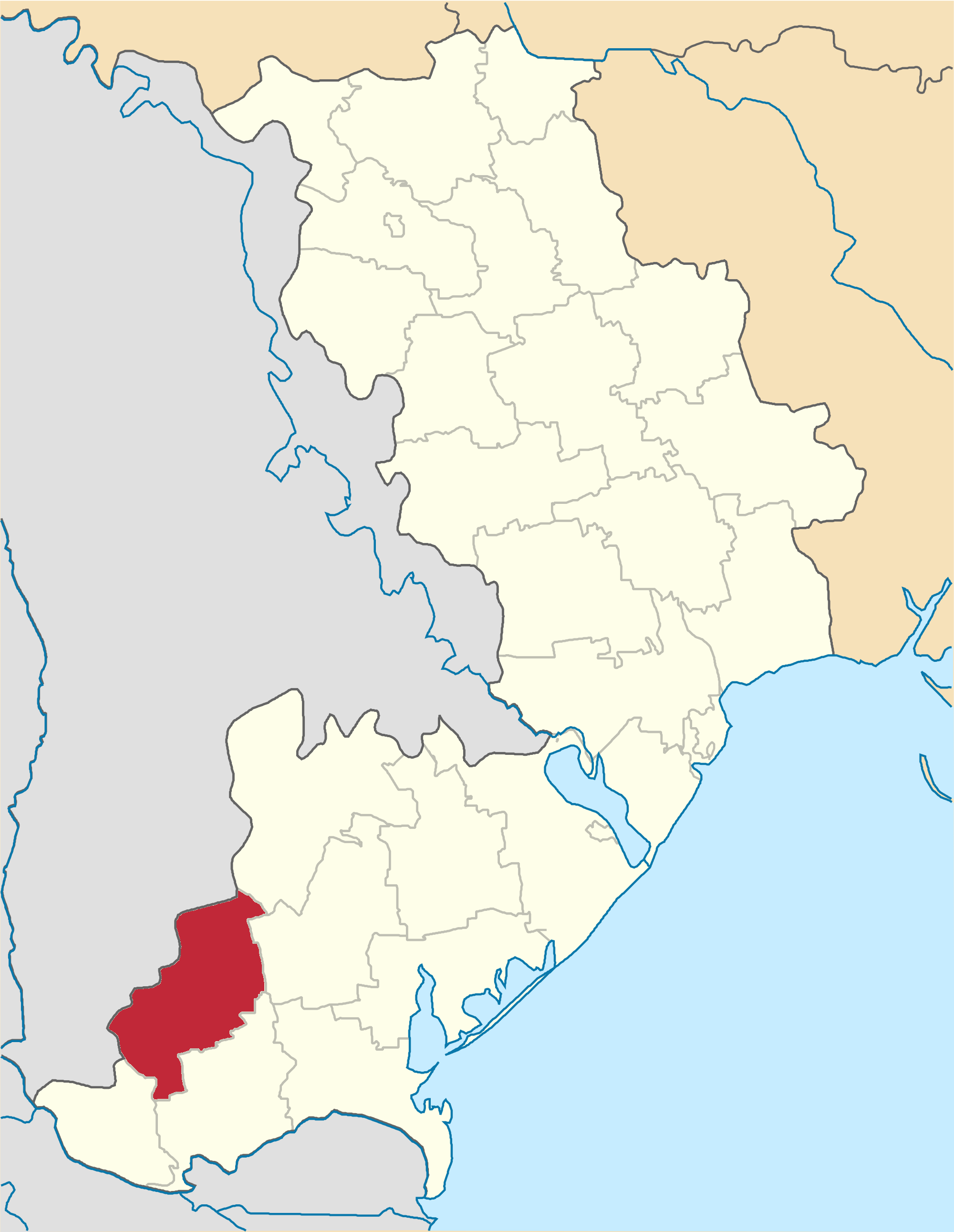
改革前博爾赫拉德區在敖德萨州的位置

博爾赫拉德區（羅馬化：Bolhradskyi raion）是烏克蘭敖德薩州的一個區，位於該國西南部，行政中心設於博爾赫拉德，面积为4,518.02平方公里，2021年人口数量为146,424人。

## 历史
2020年7月18日乌克兰施行了行政区划改革，敖德薩州的区份数量减至7个，博爾赫拉德區的面积显著扩大。改革前博爾赫拉德區的面積为1,364平方公里，2020年人口数量为66,666人。

## 行政区划
博爾赫拉德區划分为10个市镇。
- 阿爾齊茲市鎮（烏克蘭語：Арцизька міська громада）（市級，行政中心：阿爾齊茲）
- 博爾赫拉德市鎮（烏克蘭語：Болградська міська громада）（市級，行政中心：博爾赫拉德）
- 博羅季諾市鎮（烏克蘭語：Бородінська селищна громада）（鎮級，行政中心：博羅季諾）
- 塔魯蒂內市鎮（烏克蘭語：Тарутинська селищна громада）（鎮級，行政中心：塔魯蒂內）
- 瓦西里夫卡市镇（烏克蘭語：Василівська сільська громада）（村級，行政中心：瓦西里夫卡）
- 霍羅德涅市鎮（烏克蘭語：Городненська сільська громада）（村級，行政中心：霍羅德涅）
- 克里尼奇內市鎮（烏克蘭語：Криничненська сільська громада）（村級，行政中心：克里尼奇内）
- 庫貝市鎮（烏克蘭語：Кубейська сільська громада）（村級，行政中心：庫貝）
- 巴甫利夫卡市鎮（烏克蘭語：Павлівська сільська громада (Одеська область)）（村級，行政中心：巴甫利夫卡）
- 泰普利察市鎮（烏克蘭語：Теплицька сільська громада）（村級，行政中心：泰普利察）